# Пашаев, Эльман Магеррам оглы
Эльман Магеррам оглы Пашаев (род. 22 декабря 1971, Шишгая, Варденисский район) — российский юрист, экс-адвокат, получивший известность участием в деле со смертельным ДТП актёра Михаила Ефремова, вызвавшим общественный резонанс из-за поведения Ефремова и Пашаева.

## Биография
В 1991 году после окончания службы в армии работал журналистом, затем был сотрудником МВД Азербайджана.
В 1997 году переехал в Москву, где и начал юридическую карьеру.
Обучался в Первом московском юридическом институте (специальность «юриспруденция»), Московской государственной юридической академии (специальность «юриспруденция»), Российской академии государственной службы при Президенте Российской Федерации (специальность «государственная служба кадровой политики»). Был аспирантом Московской государственной юридической академии по специальности «криминология», но так и не закончил аспирантуру.
В 2004 году был принят в Московскую коллегию адвокатов «Эгида». В 2009 году основал ООО «Международная юридическая компания „Эльман Групп“». В 2019 году стал организатором партии «Союз справедливых сил России».
До 2020 года трижды лишался статуса адвоката. В 2018 году Мытищинский городской суд заключил Пашаева под стражу на два месяца в связи с обвинением в вымогательстве. После переквалификации обвинения был приговорён к году условно.
В мае 2023 года стало известно, что Пашаев занимается доставкой помощи российским военным в ходе российского вторжения на Украину. В том же году подписал контракт на службу в качестве командира танка 5-й отдельной гвардейской танковой бригады, участвовал в боевых действиях в районе Угледара. В апреле 2024 года получил тяжёлое ранение.

### Личная жизнь
Женат. Супруга — Алёна Пашаева.

## Известные клиенты и дела
Эльман Пашаев прославился как адвокат VIP-лиц. Среди его клиентов были:
- Катя Лель (процесс о правах на бренд «Катя Лель»)[8]
- Юрий Шерлинг (процесс Мастер-банка)[9]
- Алексей Панин (процесс о праве на воспитание дочери)[10]
- Галина Васильева, супруга заместителя гендиректора гостиницы «Рэдиссон-Славянская» Михаила Васильева (бракоразводный процесс)[4]
- Дарья Дмитриева (бракоразводный процесс с Александром Радуловым)[11]
- Феликс Комаров (процесс о банкротстве Славянского банка)[12].
- Михаил Ефремов, актёр театра и кино (защита в деле о смертельном ДТП 8 июня 2020 года). Считается наиболее известным делом в карьере Пашаева: по словам адвоката, он «делал для защиты всё, допускаемое законом», поскольку «судили Ефремова, а не гражданина, который преступил закон»[13], от переговоров с семьёй погибшего до обнаружения свидетелей, якобы видевших за рулём машины артиста другого человека[14]. Тем не менее, Ефремов был признан виновным.

## Награды
Пашаев имеет ряд общественных наград:
- Медали 1 и 2 степени «За заслуги в защите прав и свобод граждан» Федеральной палаты адвокатов Российской Федерации
- Медаль «За ратную доблесть»
- Орденский знак «За верность Отечеству»
- Юбилейная медаль «Дважды Героя СССР генерала Ази Асланова» Общества ветеранов Азербайджанской Республики
- Медаль «Почётный адвокат Ямало-Ненецкого автономного округа»
- Медаль Федеральной палаты адвокатов Российской Федерации